# Liga IV
Liga IV es el nombre del cuarto nivel de ligas del fútbol rumano, organizada por la Federación Rumana de Fútbol. Antes de la temporada 2006/07 era conocida como Divizia D.

## Formato
La Liga IV está formada por 42 divisiones regionales y organizadas por los 42 județ que conforman Rumania (41 más el municipio independiente de Bucarest). Los ganadores de cada división disputan un play-off para ascender a la Liga III. Los últimos clasificados de cada grupo descienden automáticamente al final de la temporada a la Liga V.
Las asociaciones de cada distrito deciden cuantos clubes disputan la liga y cuantos partidos juegan. El sistema más frecuente es una división cuyos clubes disputan partidos en formato de ida y vuelta. El número de equipos difiere en cada distrito.